# 1997 في الدنمارك
فيما يلي قوائم الأحداث التي وقعت خلال عام 1997 في الدنمارك.

## أفلام
من الأفلام التي صدرت هذه السنة في الدنمارك:
- 3 أكتوبر – باربرا من إخراج Nils Malmros [الإنجليزية]‏.

## مواليد

### أكتوبر
- 6 أكتوبر – كاسبر دولبرغ لاعب كرة قدم دنماركي.
- 24 أكتوبر – مي هويلوند لاعبة كرة يد دنماركية.

## وفيات

### مايو
- 31 مايو – بول بيترسن (مواليد 1921) لاعب كرة قدم دنماركي.

### يونيو
- 16 يونيو – توم سوندرغارد (مواليد 1944) لاعب كرة قدم دنماركي.